# Plantarum Rariorum Siciliae minus cognitarum pugillus primus
Plantarum Rariorum Siciliae minus cognitarum pugillus primus (abreviado Pl. Rar. Sicil.) es un libro con ilustraciones y descripciones botánicas que fue escrito por el botánico italiano; Vincenzo Tineo y publicado en Palermo en el año 1817 con el nombre de Plantarum rariorum Siciliae minus cognitarum pugillus primus universae rei litterariae Siciliensis regiaeque Panormitanae studiorum moderatoribus, ex Regali Typographia, Panormi 1817